# Blackburneus ineptus
Blackburneus ineptus är en skalbaggsart som beskrevs av Rudolph Petrovitz 1964. Blackburneus ineptus ingår i släktet Blackburneus och familjen Aphodiidae. Inga underarter finns listade.